# تيتانفال 2
تيتانفال 2 (بالإنجليزية: Titanfall 2)‏ ، هي لعبة فيديو إلكترونية من نوع تصويب منظور الشخص الأول ، من تطوير ريسباون إنترتينمنت الأمريكية ومن نشر شركة إلكترونيك آرتس ، سوف تصدر اللعبة بتاريخ 28 أكتوبر 2016م.